# ماكيا توتارا
ماكيا توتارا (بالإنجليزية: Makea - Tutara)‏ في الأسطورة البولينيزية هو والد ماوي Maui ورئيس العالم السفلى. عندما زارت تارانغا Taranga أم ماوي ذلك المكان عرفت ماوي على أبيه. وقد تنبأ بمستقبل باهر لابنه وقدمه للآلهة. وفي ذلك الاحتفال المهيب، سكب الماء على رأس ابنه، ولكن على الرغم من كل التعاويذ، إلا أنه لم يكن قادرا على أن يمنح الخلود لماوي. وبكل حزن وأسي عند ذلك أعاد ماوي إلى حياته في هذا العالم.